# Teodorico Borgognoni

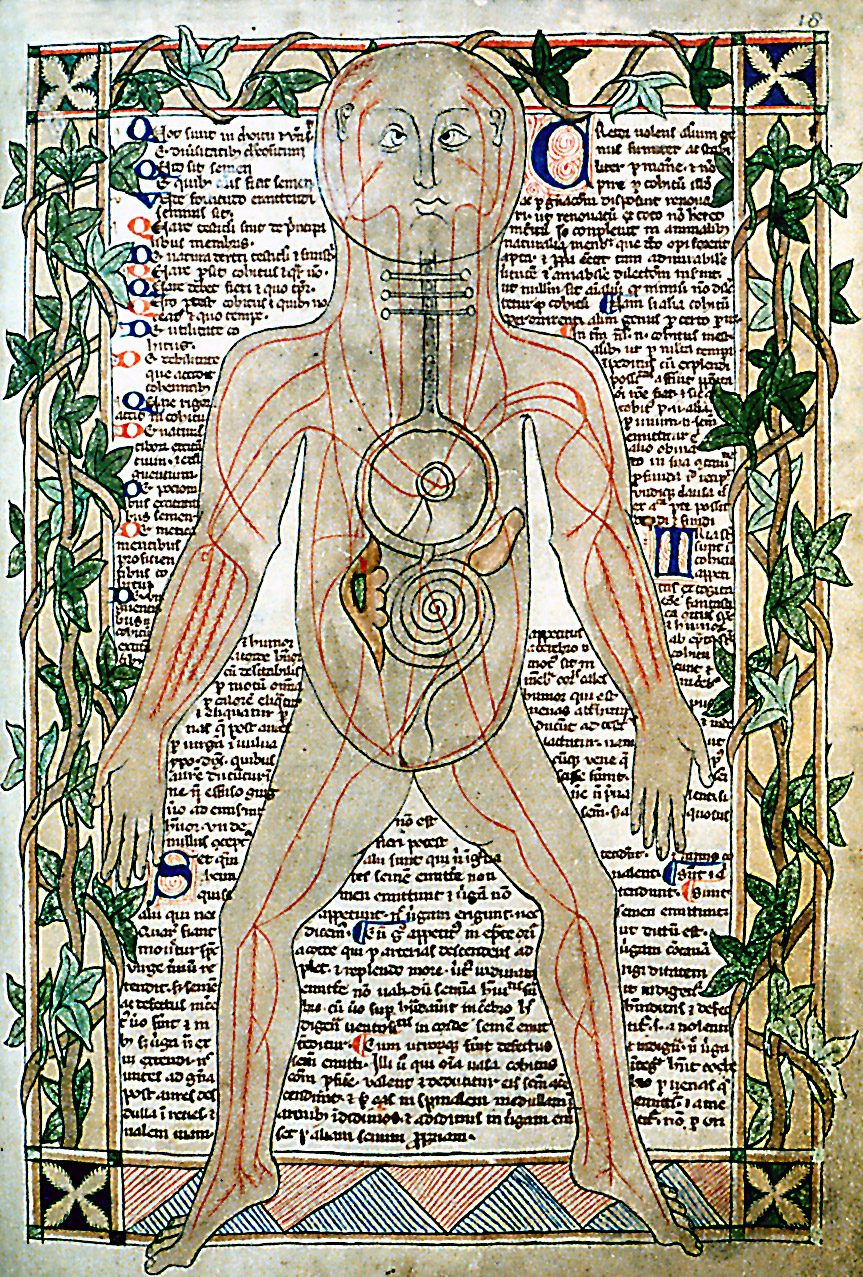
Ilustración anatómica del que muestra la circulación sanguienea.

Teodorico de Borgognoni fue un médico y obispo católico italiano que se convirtió en uno de los cirujanos más significativos de la época medieval occidental.

## Biografía
Nació en Lucca, Italia en 1206. Hijo y discípulo del también médico Ugo  Borgognoni.Estudió medicina en la Universidad de Bolonia convirtiéndose en un fraile dominicano en el mismo período. Fue nombrado obispo de Bitonto en 1262 y luego de Cervia en 1270.

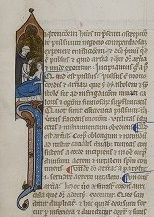
Doctor dominico tomando el pulso

Borgognoni practicó la cirugía además de sus deberes episcopales y religiosos.Se convirtió en el practicante favorecido de muchos personajes principales, incluido el Papa. Su trabajo médico principal es la publicación de "Cyrurgia" (la mayor contribución de Borgognoni a la medicina occidental del siglo XIII),  en este tratado sistemático de cuatro volúmenes, cubre todos los aspectos de la cirugía. El libro rompió con muchas prácticas quirúrgicas tradicionales transmitidas por los antiguos griegos y los cirujanos árabes. Borgognoni fue significativo al enfatizar la importancia de la experiencia personal y la observación, en oposición a una dependencia ciega de las fuentes antiguas. Insistió en que la práctica de fomentar el desarrollo del pus en las heridas, transmitida desde Galeno y de la medicina árabe, fuera sustituida por un enfoque más antiséptico, con la herida limpiada y luego suturada para promover la curación. Los vendajes debían ser previamente empapados en vino como una forma de desinfectante. También promovió el uso de los productos anestésicos en la cirugía. Una esponja empapada en una solución disuelta de opio, mandrágora, cicuta, jugo de morera, hiedra y otras sustancias se sostuvo bajo la nariz del paciente para inducir la inconsciencia. Además de sus trabajos quirúrgicos, Borgognoni también produjo volúmenes sobre medicina veterinaria y cetrería. Borgognoni murió en Bolonia en 1296 o 1298.

## Obra

### Algunas publicaciones
- Borgognoni, Teodorico. 1498. Cyrurgia, impreso por Guy de Chauliac, Venecia.
- The Surgery of Theodoric. Tradujo Eldridge Campbell & James Colton. 2 v. New York.